# John Bone
John Bone (Hartlepool, 19 dicembre 1930 – Hartlepool, gennaio 2002) è stato un calciatore inglese, di ruolo difensore.

## Caratteristiche tecniche
Era un difensore centrale.

## Carriera
Nella stagione 1949-1950 ha fatto parte della rosa dell'Hartlepool Utd, club della sua città natale, militante nella terza divisione inglese: a fine stagione lascia la squadra senza avervi esordito in competizioni ufficiali e trascorre l'annata successiva con i semiprofessionisti del Wingate. Viene poi ingaggiato dal Sunderland, club della prima divisione inglese; con i Black Cats tra il 1951 ed il 1954 di fatto gioca solamente con le riserve, facendo il suo esordio vero e proprio in prima squadra nella stagione 1954-1955: in particolare, esordisce il 13 novembre 1954 in un 1-1 sul campo del Leicester City, giocando poi solamente un'ulteriore partita (la sconfitta per 1-0 del 9 aprile 1955 sul campo del Manchester City) nel prosieguo della stagione.
Successivamente inizia la stagione 1955-1956 giocando nella prima giornata di campionato (una sconfitta per 3-1 sul campo dei gallesi del Cardiff City); nel prosieguo dell'annata trova poco spazio, salvo poi riuscire a giocare ulteriori 6 partite nella parte finale della stagione; è una riserva anche nella stagione 1956-1957, nella quale gioca 2 partite tra settembre ed ottobre per poi non venire più impiegato nel resto dell'annata. Rimane sotto contratto anche per l'intera stagione 1957-1958, nella quale non scende però mai in campo. Va poi a chiudere la carriera ai semiprofessionisti del Cambridge City, in Southern Football League (all'epoca una delle principali leghe calcistiche inglesi al di fuori della Football League).